# Itapiranga (Santa Catarina)
Itapiranga é um município brasileiro localizado no extremo-oeste do estado de Santa Catarina, Região Sul do país. Sua população, conforme a contagem do Censo 2022, do IBGE, é de 16.638 habitantes.

## História
A colonização de Itapiranga iniciou em 1926 através da Sociedade União Popular, chamada de Volksverein, com famílias de descendentes alemães católicos. Na época, denominada “Porto Novo” a colônia pertencia à grande Chapecó.
No ano de 1929, com a visita do presidente da província, Sr. Adolfo Konder, a colônia mudou seu nome para Itapiranga. A emancipação político-administrativa aconteceu em 14 de fevereiro de 1954.
A cultura alemã se destaca nos 15 grupos de dança folclórica alemã e 12 corais em atividade no município. O Município possui o título de Berço Nacional da Oktoberfest, festa realizada todos os anos, em outubro, desde 1978 e reúne milhares de visitantes e turistas. Nos últimos anos o turismo rural e de aventura mostrou grande crescimento e soma com diversas festividades que compõem os atrativos e produtos turísticos locais.
O Município está dividido em zona urbana e em 27 comunidades rurais que realizam anualmente festas comunitárias, festas de padroeiros, bailes, torneios de futebol e outros jogos. A vida comunitária é ativa tanto na questão religiosa quanto nas sociedades que em suas sedes promovem e organizam diversão com jogos de bocha, jogo de 48, bolão, sinuca, futebol 7. Esses fatores são importantes para a manutenção da população que vive em áreas rurais e mesmo assim possui acesso a inúmeras opções de lazer e socialização.
A economia do município está baseada na produção agrícola e pecuária, com destaque para a agricultura familiar que trabalha nas cadeias de produção leiteira, produção de frangos (corte) e suínos. Além desses setores, as agroindústrias localizadas em Itapiranga, bem como o comércio e a prestação de serviços, geram emprego e renda para pessoas de toda a região oeste catarinense e noroeste do Rio Grande do Sul.
As escolas municipais e estaduais localizadas na cidade e no interior de Itapiranga–SC disponibilizam ensino de qualidade para filhos de agricultores, funcionários das agroindústrias, prestadores de serviços e empreendedores.

## Toponímia
"Itapiranga" é um vocábulo de origem tupi: significa "pedra vermelha", através da junção de itá (pedra) e pyranga (vermelha).

## Religião
Conforme levantamento, o catolicismo é a religião que prevalece entre os itapiranguenses. Ao todo, 94,7% da população se declara como católica, seguidos por 4,4% de protestantes e 0,2% de espiritas. Já os que se consideram como sem religião, são 0,5%.